# Jonas Hofmann
Jonas Hofmann (Heidelberg, 1992. július 14. –) német labdarúgó, a Bayer Leverkusen játékosa.
Hofmann a Bundesligában először 2013. április 6-án kezdett. A Dortmund az Augsburgot 4–2-re verte, a szélső gólpasszt adott.

## Pályafutása

### Klubcsapatokban

#### A kezdetek
Hofmann 1998-ban kezdte pályafutását a St. Leon-Rot településbeli FC Rotban a 2003–2004-es szezonig, a 2004–2005-ös szezon előtt az 1899 Hoffenheimhez szerződött. Hofmann új klubja második csapatában 2011 áprilisában debütált, 1–0-ra győztek a 2010–2011-es szezonban rendezett találkozón. A 2010–2011-es szezonban 5 meccsen lépett pályára a második csapat színeiben, két gólt szerzett.

#### Borussia Dortmund
A 2011–2012-es szezonban 2014. június 30-ig szóló szerződést írt alá a Borussia Dortmunddal, a 2011–12-es szezonban a Borussia Dortmund II-ben szerepelt. A második csapatban és a BVB fekete-sárga mezében 2011. augusztus 6-án debütált, 2–0-ra verték idegenben az 1. FC Kaiserslautern II-t, haramrosan megszerezte első gólját is a 2011–2012-es szezonban. Ez 2011. szeptember 11-én következett be, két gólt lőtt idegenben a Schalke 04 második csapata ellen, 4–0-ra nyertek. A 2012–2013-as Bundesliga-szezonban Hofmann felkerült az első csapatba.
Hofmann a 2012–2013-as Bundesliga-szezonban debütálhatott bajnokin az első csapatban, 2012. december 16-án idegenben győzték le 3–1-re a Honnfenheimet, a 89. percben állt be.
2013. április 16-án először léphetett pályára kezdőként a Bundesligában, ahol 2–2-nél gólpasszt adott Julian Schiebernek, végül 4–2-re nyertek otthon az FC Augsburg ellen.
2013. július 27-én megnyerték a 2013-as DFL-Supercupot, 4–2-re nyertek a rivális Bayern München ellen. Első gólját 2013. augusztus 18-án lőtte, ő lőtte az Eintracht Braunschweig elleni első gólt a Signal Iduna Parkban, a 2013–2014-es Bundesliga második fordulójában rendezett találkozón a második félidőben állt be. 2014. április 12-én ő lőtte a harmadik gólt a Bayern München elleni 3–0-s Allianz Arenabeli győzelme alkalmával. 2014. augusztus 13-án játszott a Szuperkupa-meccsen.

#### 1. FSV Mainz 05
A 2014-es nyári átigazolási időszak alatt a Borussia Dortmund megegyezett az 1. FSV Mainz 05-tel, hogy Jonas Hofmann 2015. július 30-ig kölcsönben ott szerepel.

#### Bayer Leverkusen
2023. július 5-én négyéves szerződést kötött a Bayer Leverkusen csapatával.

### A válogatottban
Hofmann 2009 és 2010 közt szerepelt a német U18-as labdarúgó-válogatott, utolsó válogatott meccsét 2010. március 25-én játszotta a francia U18-as válogatott elleni győztes találkozón, ezután már csak a német U21-es labdarúgó-válogatottban szerepelt.

## Statisztika

### Klubcsapatokban
2014. november 23. szerint
| Csapat                        | Csapat                        | Csapat                        | Bajnokság | Bajnokság | Kupa      | Kupa      | Nemzetközi | Nemzetközi | Egyéb | Egyéb | Összesen | Összesen | Forrás        |
| Klub                          | Osztály                       | Szezon                        | Meccs     | Gól       | Meccs     | Gól       | Meccs      | Gól        | Meccs | Gól   | Meccs    | Gól      | Forrás        |
| Németország                   | Németország                   | Németország                   | Bajnokság | Bajnokság | DFB-Pokal | DFB-Pokal | UEFA       | UEFA       | Egyéb | Egyéb | Összesem | Összesem | Forrás        |
| ----------------------------- | ----------------------------- | ----------------------------- | --------- | --------- | --------- | --------- | ---------- | ---------- | ----- | ----- | -------- | -------- | ------------- |
| 1899 Hoffenheim II            | Regionalliga Süd              | 2010–11                       | 4         | 1         | —         | —         | —          | —          | —     | —     | 4        | 1        | [ 16 ]        |
| Borussia Dortmund II          | Regionalliga West             | 2011–12                       | 35        | 10        | —         | —         | —          | —          | —     | —     | 35       | 10       | [ 17 ]        |
| Borussia Dortmund II          | 3. Liga                       | 2012–13                       | 35        | 5         | —         | —         | —          | —          | —     | —     | 35       | 5        | [ 18 ]        |
| Borussia Dortmund             | Bundesliga                    | 2012–13                       | 3         | 0         | 0         | 0         | 0          | 0          | 0     | 0     | 3        | 0        | [ 18 ]        |
| Borussia Dortmund             | Bundesliga                    | 2013–14                       | 26        | 2         | 5         | 1         | 8          | 0          | 0     | 0     | 39       | 3        | [ 19 ]        |
| Borussia Dortmund II          | 3. Liga                       | 2013–14                       | 1         | 0         | —         | —         | —          | —          | —     | —     | 1        | 0        | [ 19 ]        |
| Borussia Dortmund             | Bundesliga                    | 2014–15                       | 2         | 0         | 0         | 0         | 0          | 0          | 1     | 0     | 3        | 0        | [ 12 ] [ 20 ] |
| Borussia Dortmund összesen    | Borussia Dortmund összesen    | Borussia Dortmund összesen    | 31        | 2         | 5         | 1         | 8          | 0          | 1     | 0     | 45       | 3        | —             |
| Borussia Dortmund II összesen | Borussia Dortmund II összesen | Borussia Dortmund II összesen | 71        | 15        | —         | —         | —          | —          | —     | —     | 71       | 15       | —             |
| Mainz 05                      | Bundesliga                    | 2014–15                       | 6         | 3         | 0         | 0         | 0          | 0          | —     | —     | 6        | 3        | [ 20 ]        |
| Összesen                      | Összesen                      | Összesen                      | 112       | 21        | 5         | 1         | 8          | 0          | 1     | 0     | 126      | 22       | —             |

### A német válogatottban
| Németország | Németország | Németország | Németország |
| Év          | Mérk.       | Gólok       |             |
| ----------- | ----------- | ----------- | ----------- |
| 2020        | 2           | 0           |             |
| 2021        | 8           | 2           |             |
| 2022        | 9           | 2           |             |
| 2023        | 2           | 0           |             |
| Összesen    | 21          | 4           |             |

## Sikerei, díjai

### Klubcsapatokban
- Borussia Dortmund
  - Német szuperkupa: 2013, 2014

- Bayer 04 Leverkusen
  - Német bajnok: 2023–24
  - Német kupa: 2023–24

## Fordítás
Ez a szócikk részben vagy egészben  a   Jonas Hofmann című angol Wikipédia-szócikk fordításán alapul.  Az eredeti cikk szerkesztőit annak laptörténete sorolja fel. Ez a jelzés csupán a megfogalmazás eredetét és a szerzői jogokat jelzi, nem szolgál a cikkben szereplő információk forrásmegjelöléseként.